# Албертарио (Павија)
Албертарио (итал. Albertario) је насеље у Италији у округу Павија, региону Ломбардија.
Према процени из 2011. у насељу је живело 69 становника. Насеље се налази на надморској висини од 64 м.